# 克里斯蒂亚诺·马克斯·戈麦斯
基斯坦奴·馬基斯·高美斯（Cristiano Marques Gomez，1977年6月3日—），一般被稱為基斯（Cris），是一名前巴西足球運動員，司職後衛。
這名後防球員未加盟里昂前曾效力多支著名球會，包括巴西的哥連泰斯和德國的利華古遜。2004年他加盟了法甲班霸里昂，效力了僅兩年，已為這支法國球會贏得三屆法甲聯賽冠軍，為里昂締造六連霸。

## 國家隊生涯
基斯曾代表巴西國家隊出賽17次，贏得過2004年美洲國家杯。2006年世界杯有份入選，但沒有正選出場，最後亦導致巴西於德國世界盃賽事中再次止步。
基斯代表巴西的唯一進球是在2002年1月31日 6-0 大勝玻利維亞的友誼賽中。

## 榮譽

### 球會
哥連泰斯
- 巴西甲組足球聯賽冠軍: 1998
- 巴西盃冠軍: 1995
- 巴西聖保羅州聯賽冠軍: 1995, 1997, 1999

高士路
- 巴西甲組足球聯賽冠軍: 2003
- 巴西盃冠軍: 2000
- 米納斯吉拉斯州聯賽冠軍: 2004

里昂
- 法甲聯賽冠軍：2004–05, 2005–06, 2006–07, 2007–08
- 法國盃冠軍: 2011–12
- 法國超級盃冠軍: 2005, 2007, 2012

### 國家隊
巴西
- 美洲國家盃冠軍: 2004